# اورانیوم سیتی
اورانیوم سیتی (به انگلیسی: Uranium City) یک منطقهٔ مسکونی در کانادا است که در ساسکاچوان واقع شده‌است. اورانیوم سیتی ۶٫۲۵ کیلومتر مربع مساحت و ۷۳ نفر جمعیت دارد.